# Mesopeplum convexum
Mesopeplum convexum là một loài điệp, thân mềm hai mảnh vỏ trong họ Pectinidae.

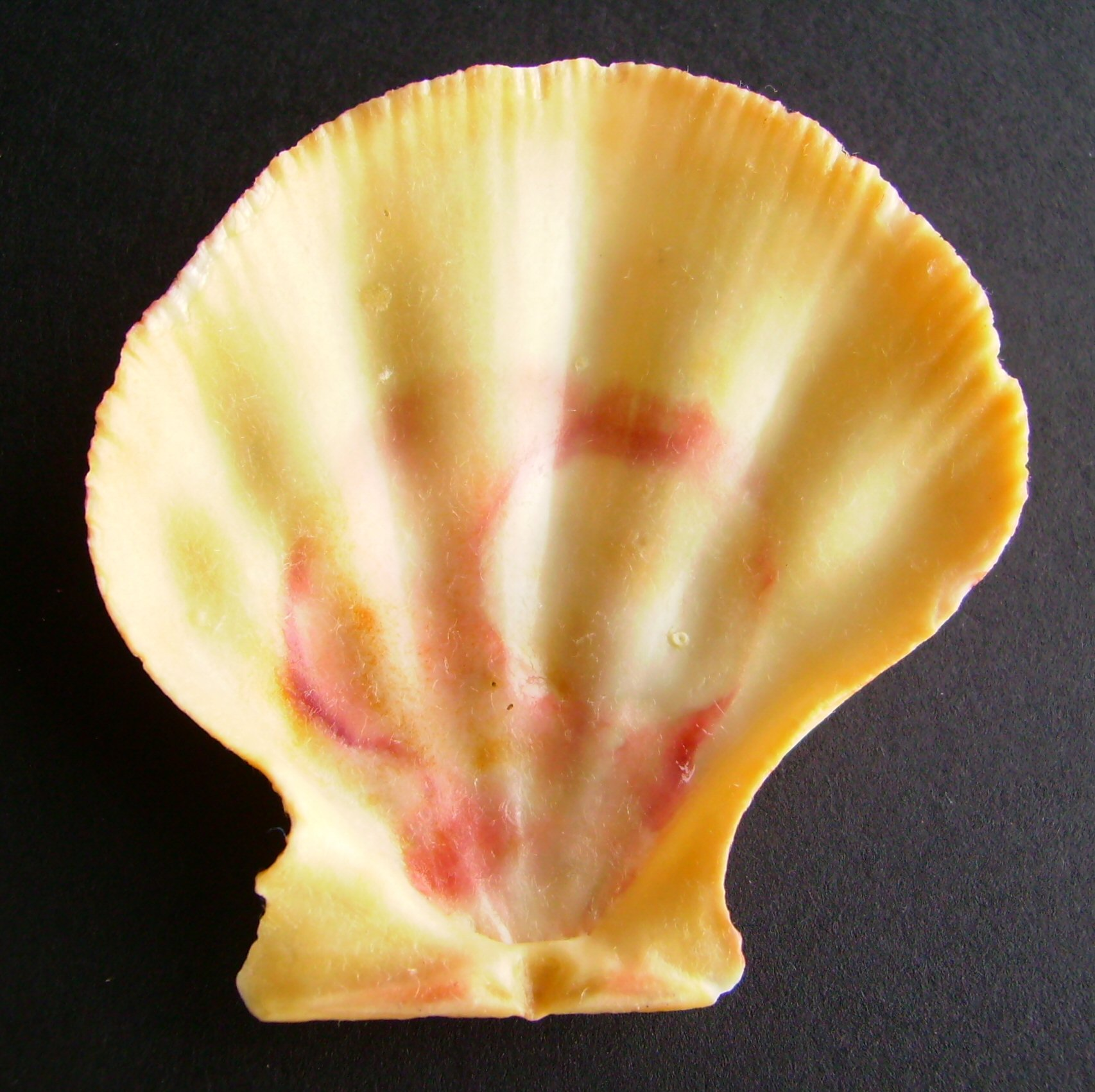
Mesopeplum convexum inside view